# 전진구
전진구(全振九, 1962년~ )은 현재 대한민국의 제34대 해병대 사령관이다. 충청남도 논산시 출신으로, 임명 당시에 대통령 권한대행 겸 국무총리였던 황교안이 임명하였다. 부산남고등학교를 졸업하고 1985년에 해사 39기로 임관하여 군생활을 시작하였다.

## 학력
- 1985년: 해군사관학교(39기) 학사
- 1988년: 미국 버지니아 종합군사학원 졸업
- 1992년: 미국 미주리 종합군사학원 졸업
- 1994년: 대한민국 국방대학교 행정학사 39기
- 2004년: 한국외국어대학교 대학원 행정학 석사

## 경력
- 2005년 청와대 안보실 행정관
- 2008년 대한민국 해병대 제2사단 5연대장
- 2009년 대한민국 해병대사령부 작전계획처장
- 2011년 대한민국 해군본부 해병보좌관
- 2012년 한미연합사령부 연습처장
- 2012년 대한민국 해군 제주방어사령관
- 2013년 대한민국 해병대사령부 참모장
- 2014년 대한민국 해병대 제2사단 사단장
- 2016년 대한민국 해병대사령부 부사령관
- 2017년 경희대학교 경영대학원 최고경영자과정
- 2017년 4월 대한민국 해병대 사령관
- 2021년 9월 ~ 2021년 11월: 윤석열 제20대 대통령 선거 예비후보 국민캠프 미래국방혁신4.0특별위원회 한미동맹특별위원회 부위원장
- 2021년 12월 ~ 2022년 1월: 국민의힘 살리는 선거대책위원회 중앙선거대책위원회 산하 위원회 국방혁신위원회 부위원장
- 서경대학교 군사학과 교수
- 2023년 3월 ~ : 한화에어로스페이스 사외이사
  - 한화에어로스페이스 감사위원회 위원
  - 한화에어로스페이스 사외이사후보추천위원회 위원장
  - 한화에어로스페이스 내부거래위원회 위원
  - 한화에어로스페이스 보상위원회 위원
  - 한화에어로스페이스 ESG위원회 위원
- 2023년 7월 ~ : 제5기 서울특별시 안보정책자문단 위원
- 법무법인YK 고문

## 임기 중 해병대 항공대 재창설, 45년 만에 날개를 달다
해병대는 1973년 7월 10일 창설 24년 6개월 만에 해군에 통폐합되는 시련을 맞게 되었는데 군 조직의 경제적 운용이라는 정무적 결심에 따른 조치로써 해병대사령부가 해체되고, 교육 및 행정, 군수부대가 해군에 통폐합되었으며, 전투부대는 개편되어 해군참모총장 지휘 하에 들어가는 해군 구조조정이 있은 후, 현역 및 예비역의 눈물겨운 원상회복운동으로 14년만인 1987년 11월 1일 해병대사령부를 재창설하여 2010년 연평도 포격전을 계기로 발의된 해병대지휘권 강화를 위한 법률개정(국군조직법, 군 인사법, 군수품 관리법 등)안이 2011년에 국회를 통과함으로써 작은 날개를 단 해병대가 되었고 2018년 1월 10일 상륙기동헬기 2대를 인수하는 행사에서 “날개” 없던 해병대가 45년 만에 다시 항공부대 생겼다는 의미를 해병대사령관 전진구 중장은 “45년 만에 우리 해병대가 다시 날개를 달았다”는 말로 표현하였다.

## 같이 보기
- 해병대
- 대한민국 해병대(ROKMC)

| 전임 이상훈 | 제34대 해병대 사령관 2017년 4월 13일 ~ 2019년 4월 12일 | 후임 이승도 |